# Lukas Schleppel

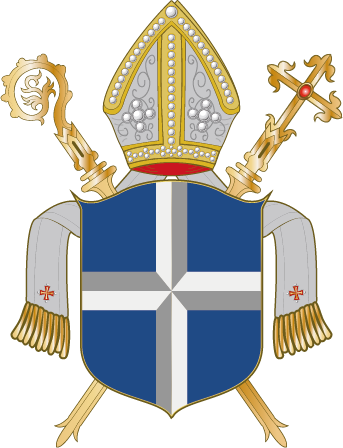
Wappen des Bistums Speyer

Lukas Schleppel (* im 15. Jahrhundert; † 1519) war Titularbischof von Thermopylae/Mundinitza und Weihbischof in Speyer.

## Leben und Wirken
Schleppel stammte aus der bürgerlichen Oberschicht von Pforzheim und immatrikulierte sich im Wintersemester 1477/78 als einer der ersten Studenten an der neu gegründeten Universität Tübingen. Im Dezember 1479 schrieb er sich an der Universität Köln ein.  1490 trug er den Titel eines Magisters, 1511 den eines Doktors der Theologie. 1490 erhielt er ein Kanonikat am St. Johannes der Täufer Altar des Stiftes Pforzheim, das er am 12. Oktober 1491 gegen die Plebanie (Pfarrstelle) an der Stiftskirche eintauschte. Später erscheint er auch als Pfarrer in Bruchsal und Waibstadt.
Am 12. Dezember 1511 präsentierte ihn Bischof Philipp von Rosenberg zum Weihbischof im Bistum Speyer und er wurde am 31. März 1512 zum Titularbischof von Thermopylae/Mundinitza geweiht. Mit Datum vom 18. September 1512 verzichtete Lukas Schleppel in Speyer urkundlich auf seine ihm zustehende Besoldung aus den bischöflichen Tafelgefällen, da ihn sein Amt als Pfarrer von Bruchsal und Pastor von Waibstadt, sowie andere geistliche Einkünfte, hinreichend ernähren würden.
Am 5. März 1515 verlieh er der St. Annabruderschaft in Mörsch diverse Ablässe.
Lukas Schleppel verstarb vermutlich Ende 1519, jedenfalls aber vor dem 23. Januar 1520, an dem der Speyerer Bischof Georg von der Pfalz den Nachfolger Anton Engelbrecht präsentierte.